# Exact Sciences
Exact Sciences Corp. är ett molekylärt diagnostikföretag med fokus på tidig upptäckt och förebyggande av kolorektal cancer. 2014 lanserade bolaget produkten Cologuard, det första DNA-testet för kolorektal cancer i avföring. Företaget grundades 1995 i Marlborough, Massachusetts, men idag har företaget sitt huvudkontor i Madison, Wisconsin.